# Церковь Иоанна Богослова (Каменки)
Церковь Иоанна Богослова — православный храм в деревне Каменки Волоколамского района Московской области.
Действующая церковь, относящаяся к подворью московской Марфо-Мариинской обители; является центральным храмом подворья Имеет статус памятника архитектуры регионального значения.

## История
Церковь сооружалась в 1697—1710 годах на средства владельца села Ивана Офросимова. Была освящена в 1710 году. Представляла собой кирпичное здание в виде одноглавого четверика.
В 1854—1859 годах по проекту петербургского архитектора Василия Небольсина были перестроены трапезная с Никольским и Всехсвятским приделами и колокольней (двухъярусная с шатровым верхом), были увеличены окна и расписаны стены. В 1872 году в храме был перестроен алтарь.
В советское время, в конце 1930-х годов, храм был закрыт. Последним настоятелем церкви был протоиерей Василий Соколов (1872—1937), расстрелянный на Бутовском полигоне и похороненный в общей могиле. В 1989 году он был реабилитирован, а в августе 2000 года Юбилейным Архиерейским собором Русской православной церкви прославлен в лике новомучеников и исповедников Российских как священномученик.
Открылся храм только после распада СССР в 1995 году, когда был выполнен ремонт здания. С 2002 года церковь Иоанна Богослова является подворьем Марфо-Мариинской обители.
В 2008—2014 годах были проведены реставрационные работы: выполнен ремонт кровли, реставрирована кирпичная кладка фасадов и четверика, а также барабана, главки, креста. Реставрационными работами руководил архитектор Антон Волков.